# ۶۴۳ (خورشیدی)
۶۴۳ ششصد و چهل و سومین سال هجری خورشیدی است.

## درگذشتگان
- ۲۷ بهمن - هلاکو خان